# Giovan Battista Asperti
Giovan Battista Asperti (Bergamo, 19 gennaio 1839 – Romano di Lombardia, 3 marzo 1920) è stato un militare italiano.

## Biografia
Giovan Battista, fu Giovanni, nacque a Bergamo, dove frequentò l'Accademia Carrara, si stabilì in seguito a Romano diventandone cittadino a tutti gli effetti. A 18 anni disertò dall'esercito sabaudo per arruolarsi a 21 nei Mille di Garibaldi, inquadrato nella 8ª compagnia. In seguito alla diserzione, fu condannato a morte in contumacia, ma riabilitato quando i garibaldini passarono da avventurieri e briganti a salvatori della patria. Fu uno dei 174 conterranei bergamaschi tra le file delle camicie rosse garibaldine. 
Risulta ferito nelle battaglie, titolare di pensione (riconosciutagli però solo nel 1920, anno della sua morte) conseguente al suo ruolo patriottico; a tal proposito risulta uno scambio di corrispondenza con il generale Garibaldi che gli chiedeva informazioni su altri presunti garibaldini pretendenti al riconoscimento di pensione; il suo carteggio epistolare è conservato al museo di Caprera per richiesta del figlio di Garibaldi, il quale venne personalmente a Romano per farne richiesta alla famiglia.
È sepolto nel cimitero di Romano di Lombardia da cui una via gli è stata dedicata. Una stele ne commemora le gesta patriottiche, la sua tomba restaurata in occasione del 150º dell'unità d'Italia (2011).